# Погорелово (Московская область)
Погорелово — деревня в Московской области России. Входит в городской округ Солнечногорск. Население — 102 чел. (2010).

## География
Деревня расположена на северо-западе Московской области, в западной части округа, примерно в 12 км к западу от центра города Солнечногорска, с которым связана прямым автобусным сообщением, на правом берегу впадающей в Истринское водохранилище реки Каменки. Ближайшие населённые пункты — деревни Елизарово, Рахманово и Колтышево.

## История
В середине XIX века деревня Погорелова 1-го стана Клинского уезда Московской губернии принадлежала титулярному советнику Андрею Васильевичу Лебедеву, было 30 дворов, крестьян 92 души мужского пола, 101 душа женского пола.
В «Списке населённых мест» 1862 года — владельческая деревня Клинского уезда на Звенигородском тракте, в 12 верстах от уездного города и 18 верстах от становой квартиры, при колодцах, с 29 дворами и 185 жителями (89 мужчин, 96 женщин).
По данным на 1899 год — деревня Троицкой волости Клинского уезда с 161 душой населения.
В 1913 году — 32 двора и чайная лавка.
По материалам Всесоюзной переписи населения 1926 года — деревня Замятинского сельсовета Троицкой волости Клинского уезда в 5,3 км от Пятницкого шоссе и 16 км от станции Подсолнечная Октябрьской железной дороги, проживал 151 житель (78 мужчин, 73 женщины), насчитывалось 31 крестьянское хозяйство.
С 1929 года — населённый пункт в составе Солнечногорского района Московского округа Московской области. Постановлением ЦИК и СНК от 23 июля 1930 года округа как административно-территориальные единицы были ликвидированы.
С 1994 до 2006 гг. деревня входила в Обуховский сельский округ Солнечногорского района.
С 2005 до 2019 гг. деревня включалась в Кривцовское сельское поселение Солнечногорского муниципального района.
С 2019 года деревня входит в городской округ Солнечногорск, в рамках администрации которого относится с территориальному управлению Кривцовское.

## Население
| 1852 | 1859 | 1890 | 1899 | 1926 | 1932 | 1966 |
| ---- | ---- | ---- | ---- | ---- | ---- | ---- |
| 193  | ↘185 | ↗191 | ↘161 | ↘151 | ↘129 | ↘48  |
| 1998 | 2002 | 2010 |      |      |      |      |
| ↗71  | ↗90  | ↗102 |      |      |      |      |